# Diocèse de Saint-Sébastien
Le diocèse de Saint-Sébastien (en latin : Dioecesis Sancti Sebastiani ; en basque : Donostiako elizbarrutia ; en espagnol : diócesis de San Sebastián) est une Église particulière de l'Église catholique en Espagne. Érigé en 1949, il couvre le Guipuscoa, une des trois provinces de la communauté autonome du Pays basque. Suffragant de l'archidiocèse métropolitain de Pampelune et Tudela, il relève de la province ecclésiastique éponyme.

## Territoire
Le diocèse de Saint-Sébastien confine avec le celui de Bayonne, l'archidiocèse de Pampelune et Tudela, le diocèse de Vitoria et celui de Bilbao.
Il couvre les quatre-vingt-huit municipalités de la province civile du Guipuscoa (en basque : Gipuzkoa ; en espagnol : Guipúzcoa).

## Subdivisions
En 2024, le diocèse de Saint-Sébastien est divisé en 207 paroisses réparties entre cinq archiprêtrés : Beterri, Donostia, Ekialde, Mendebalde et Urola-Kosta.

## Histoire
Par la constitution apostolique Quo commodius du 2 novembre 1949, le pape Pie XII érige le diocèse de Saint-Sébastien. Il est suffragant de l'archidiocèse de Burgos.
Par la constitution apostolique Decessorum Nostrorum du 11 août 1956, Pie XII élève le diocèse de Pampelune au rang d'archidiocèse métropolitain. Le diocèse de Saint-Sébastien en devient suffragant.
Lorsque José Ignacio Munilla est nommé évêque en 2009, les caisses du diocèse commencent à se vider, cumulant en 2018 une dette d'un million d'euros, et une perte de 700 000 euros en actions après la faillite de la Banco Popular. Des cessions immobilières sont engagées pour combler le déficit. Munilla fait alors partie des figures espagnoles qui font front au pape François.

## Cathédrale et basiliques mineures
La cathédrale de Saint-Sébastien, dédiée au Bon-Pasteur, est la cathédrale du diocèse.
La basilique d'Azpeitia, dédiée à saint Ignace de Loyola, est une basilique mineure.
La basilique Sainte-Marie-du-Coro, à Saint-Sébastien, est l'autre basilique mineure du diocèse.

## Évêques
- 1950-1963 : Jaime Font y Andreu
- 1963-1968 : Lorenzo Bereciartúa y Balerdi
- 1968-1979 : Jacinto Argaya Goicoechea
- 1979-2000 : José María Setién Alberro
- 2000-2009 : Juan María Uriarte Goiricelaya
- 2009-2021 : José Ignacio Munilla (es)
- 02/2022-12/2022 : Francisco Pérez González (es) (administrateur apostolique, archevêque de Pampelune)
- 12/2022- : Fernando Prado Ayuso (es), C.M.F.